# Platysaissetia crustuliforme
Platysaissetia crustuliforme är en insektsart som först beskrevs av Green 1909.  Platysaissetia crustuliforme ingår i släktet Platysaissetia och familjen skålsköldlöss.
Artens utbredningsområde är Sri Lanka. Inga underarter finns listade i Catalogue of Life.